# Vojni sud
Vojni sud je sud koji vodi postupke za vojna kaznena djela unutar oružanih snaga. Pored vojnih sudova postoje i vojno tužiteljstvo, istražna tijela i branitelji. Vojni sudovi obično osiguravaju vojne stege, osobito u ratu. Prvi vojni sudovi postojali su već u starom Rimu. Tijekom 17. i 18. st. i nakon Francuske revolucije a osobito tijekom I. i II. svjetskog rata proširili su se u Europi.